# Jin Mao Tower
Der Jin Mao Tower (chinesisch 金茂大廈 / 金茂大厦, Pinyin Jīnmào Dàshà, etwa: goldenes prachtvolles Gebäude) ist ein 88 Stockwerke umfassender Wolkenkratzer im Finanzviertel Pudong in Shanghai.

## Beschreibung
Der Grundstein des von Skidmore, Owings and Merrill geplanten Turms wurde bereits im Jahr 1994 gelegt. Im Jahr 1998 waren die Bauarbeiten beendet und das Gebäude war mit einer Höhe von 420,5 Metern bei 88 Etagen das höchste in China. Erst im Jahr 2008 musste dieser Titel an das in unmittelbar in seiner Nachbarschaft befindliche Shanghai World Financial Center mit 492 Metern und 101 Etagen abgegeben werden. Heute ist das Gebäude noch das dreizehnthöchste Chinas und nimmt in der Weltrangliste Rang 33 ein. In seiner unmittelbaren Nachbarschaft befindet sich außerdem der im Sommer 2015 fertiggestellte Shanghai Tower, mit einer Gesamthöhe von 632 Metern. Der Jin Mao Tower ist damit das niedrigste der drei besonders hohen Bauten in diesem Gebiet.
Der Wolkenkratzer wurde nach traditionellen chinesischen Formen geschaffen; so soll die treppenförmig aufsteigende Stahl-Glas-Fassade an eine Pagode und einen Bambus-Halm erinnern. Die acht als chinesische Glückszahl hat – wie auch beim Taipei 101 – ebenfalls besondere Bedeutung: Exakt zum Zeitpunkt der Auswahl des Entwurfes war Staatschef Deng Xiaoping 88 Jahre alt, die oben genannten 88 Stockwerke spielten eine Rolle und das Gebäude wurde am 28. August 1998 eingeweiht.
In 340 Metern Höhe im 88. Stock befindet sich das zweithöchste Aussichtsdeck in China, das höchste liegt gleich nebenan in der Brückenkrone des SWFC. Die Fahrt mit dem Aufzug bis zum Aussichtsdeck dauert 46 Sekunden; die Geschwindigkeit liegt bei 9 Metern pro Sekunde. Zudem befindet sich in 250 Metern Höhe ein Schwimmbad. Es gehört zu den höchstgelegenen Schwimmbecken in einem Gebäude weltweit.
Die unteren 50 Stockwerke werden als Büroräume genutzt. In den oberen 38 Stockwerken befindet sich das 5-Sterne Grand Hyatt Hotel mit 555 Zimmern. Das Hotel-Atrium beginnt im 53. Stock und endet im 87. Stock, in dem sich die mit 285 m² größte Suite des Hotels befindet. Mit 152 Metern Höhe und 27 Metern Durchmesser ist es das größte Atrium der Welt; vom 52. Stock aus führt der längste Wäscheschacht der Welt bis in den Keller des Turms.
Bis zur Eröffnung des Park Hyatt Hotels im benachbarten World Financial Center war das Gebäude das Haus mit den höchsten als Hotel genutzten Räumen. Da aber auch das IFC Büroräume enthält, blieb der Status als höchstes reines Hotelgebäude weiter dem 333 Meter hohen Rose Tower in Dubai vorbehalten.

## Trivia
Am 31. Mai 2007 erklomm der Freikletterer Alain Robert den Wolkenkratzer entlang der Fassade.

## Ansichten

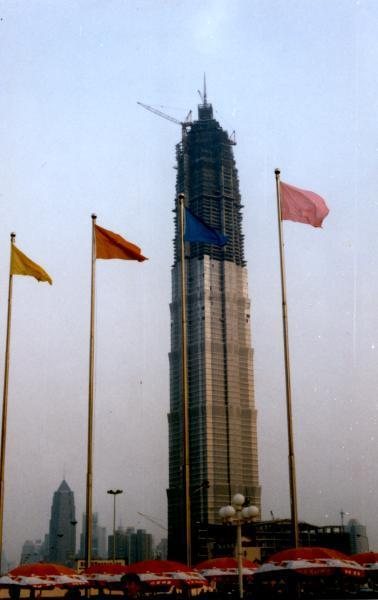
Jin Mao Tower im Bau, 1997
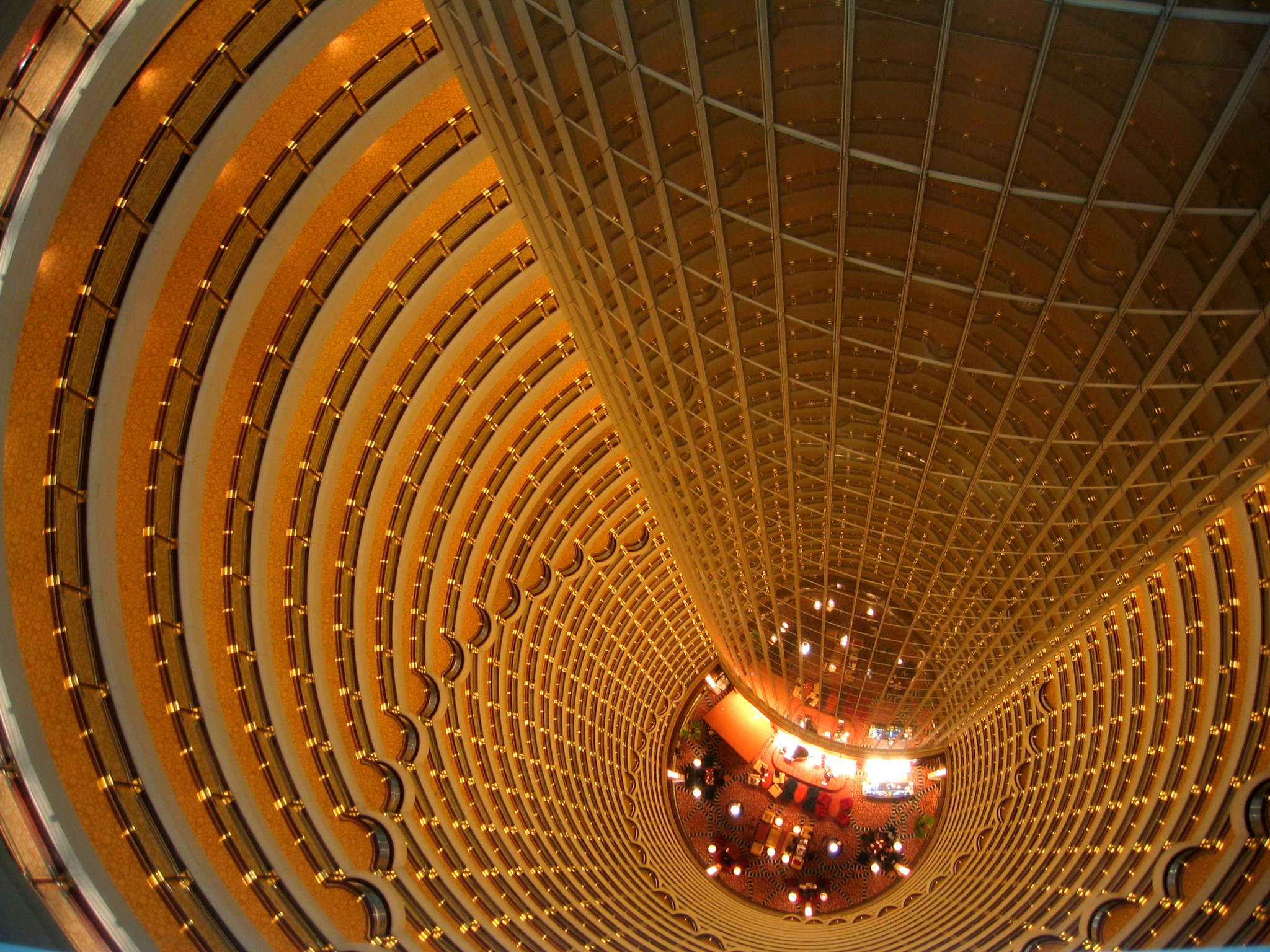
Blick vom 88. Stockwerk auf das 53. Stockwerk
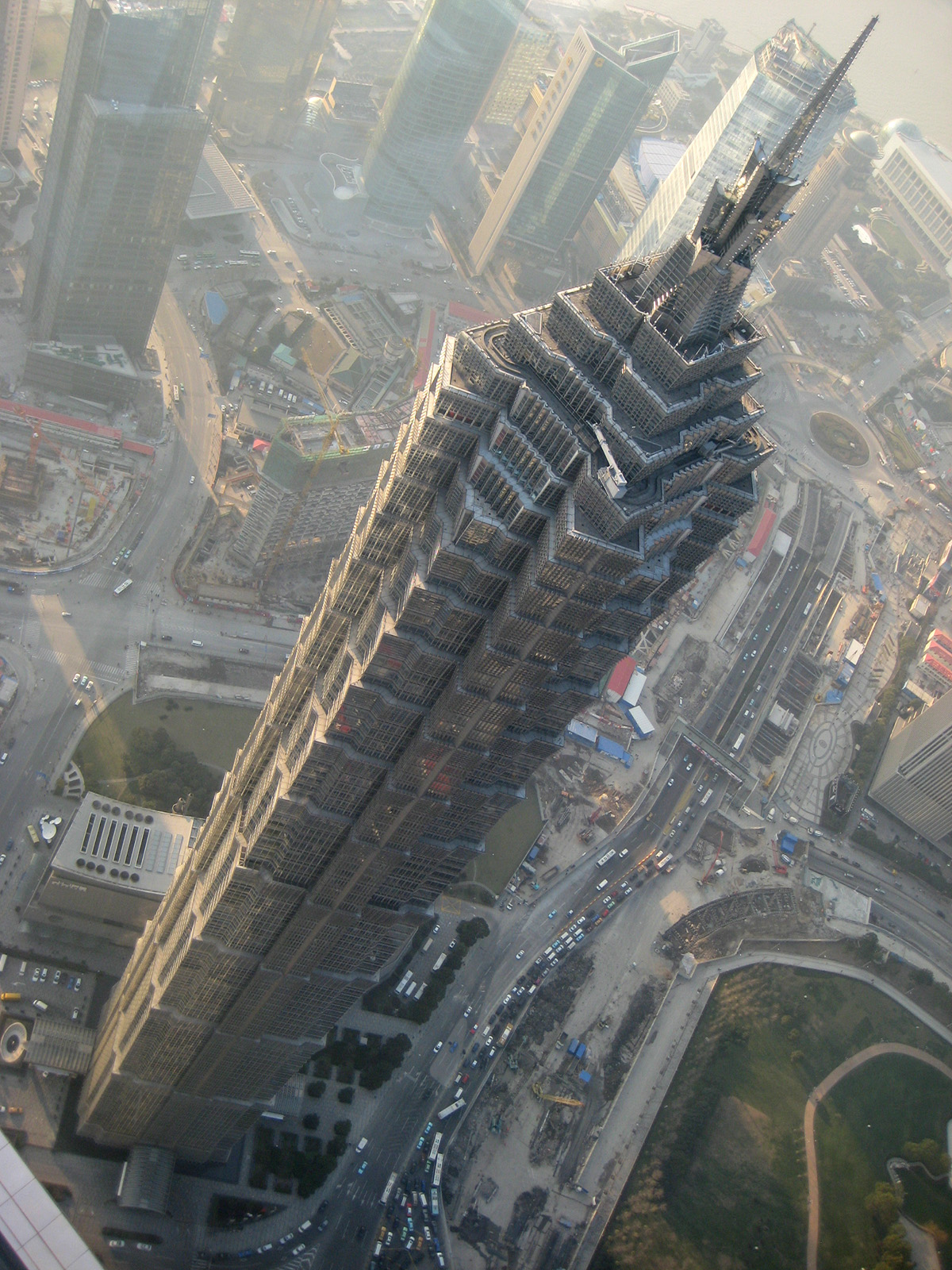
Jin Mao Turm vom SWFC aus gesehen
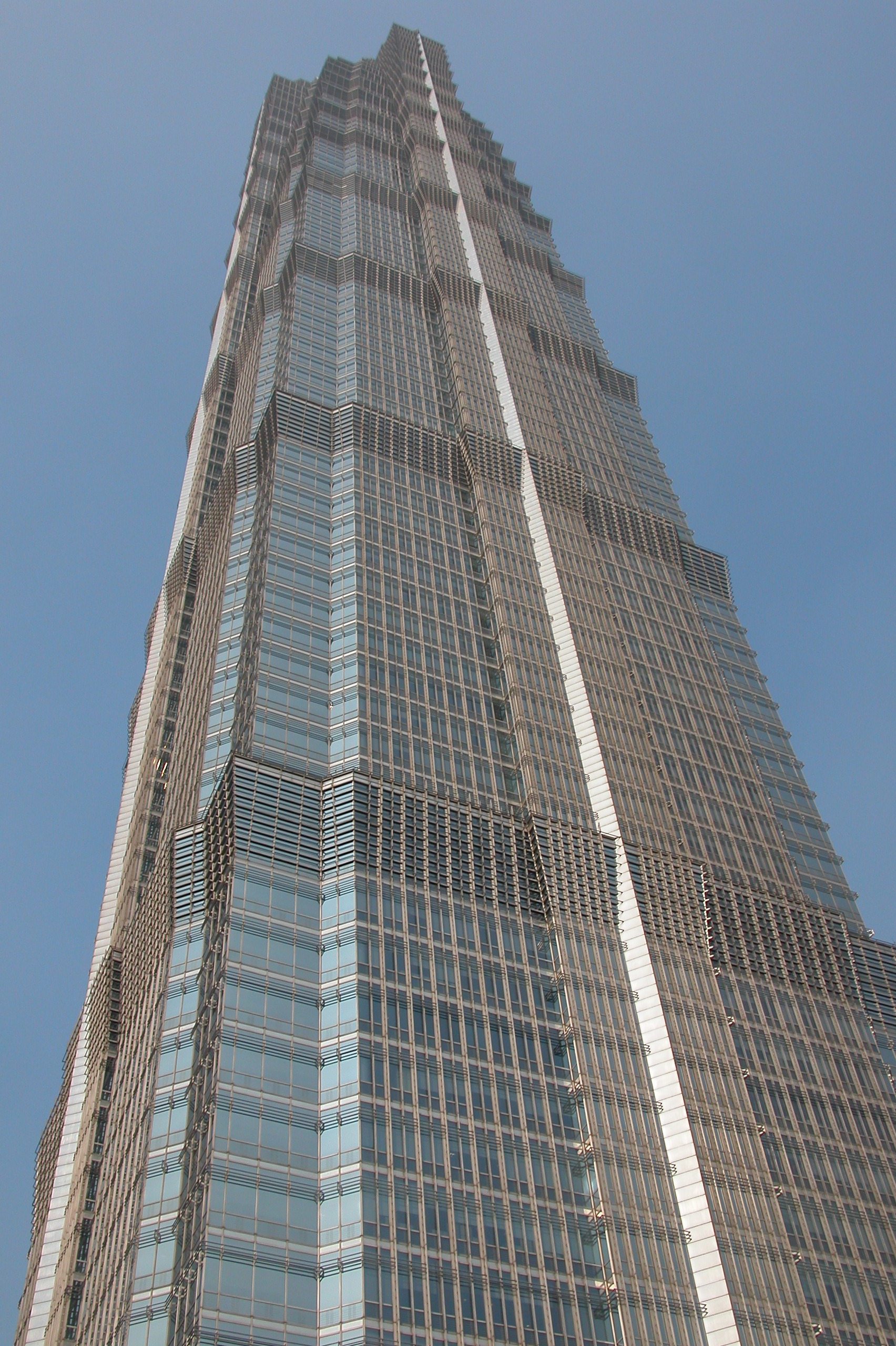
Blick von unten
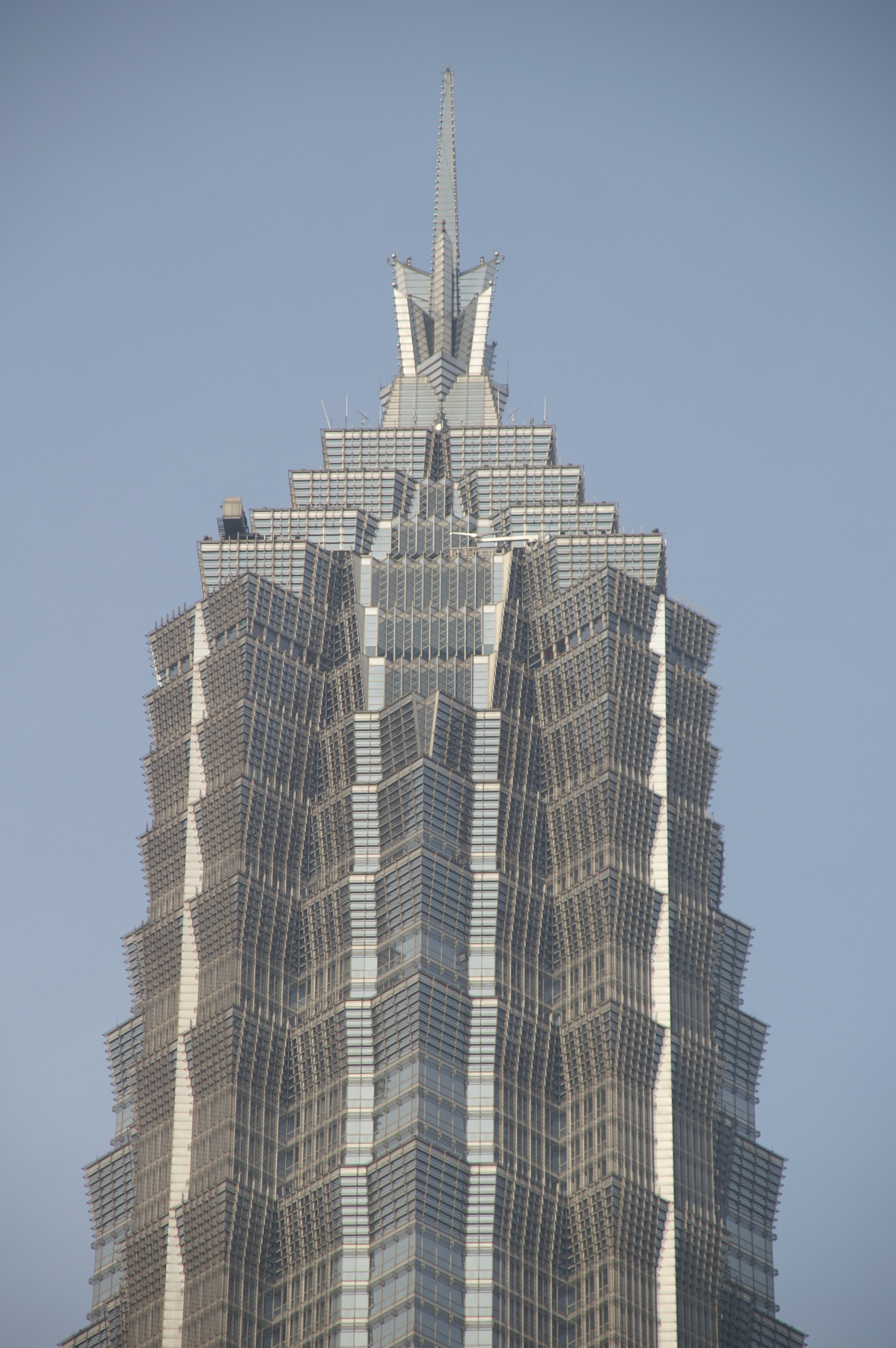
Ansicht des oberen Gebäudeteils
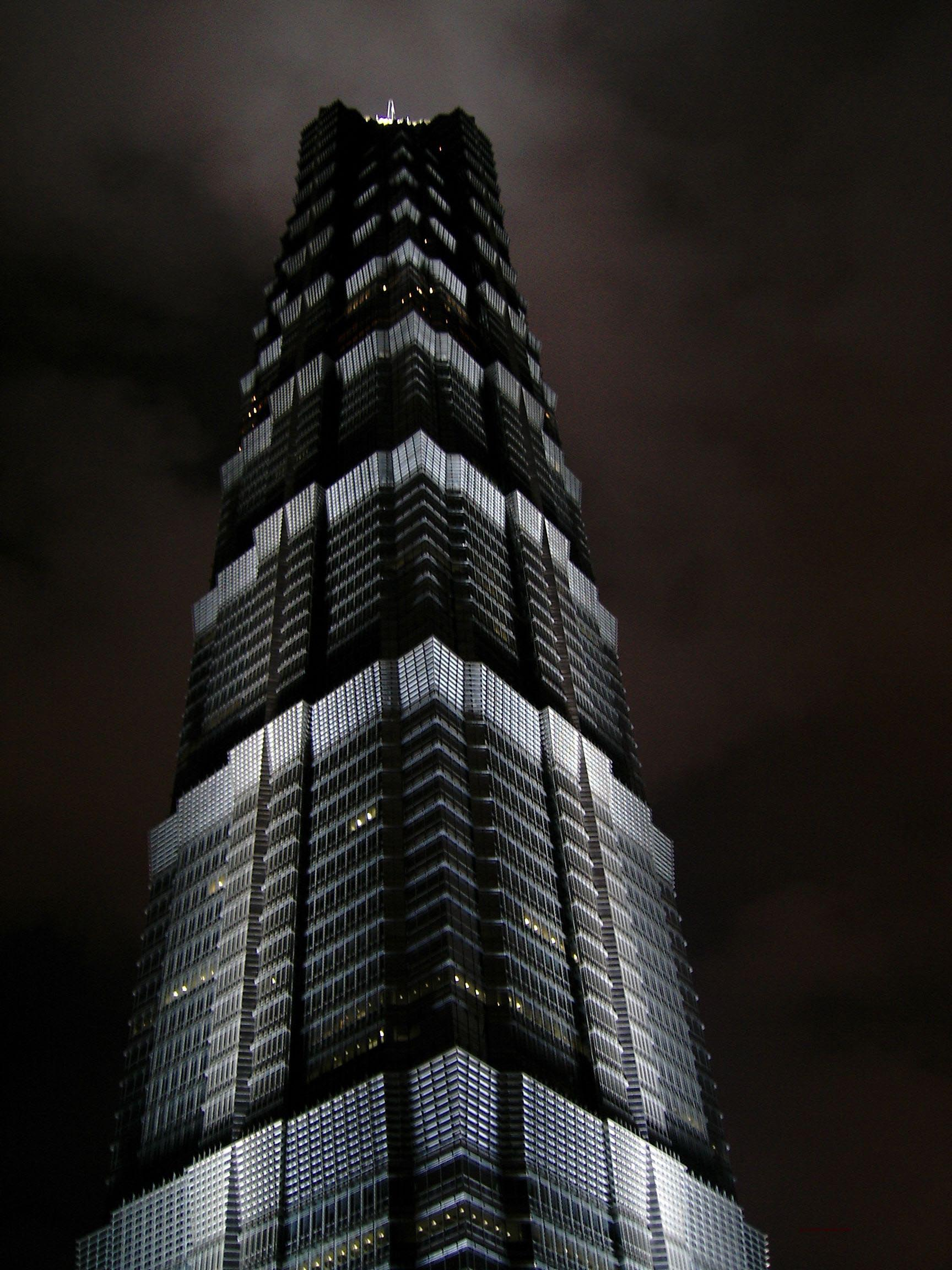
Blick von unten bei Nacht auf den Turm
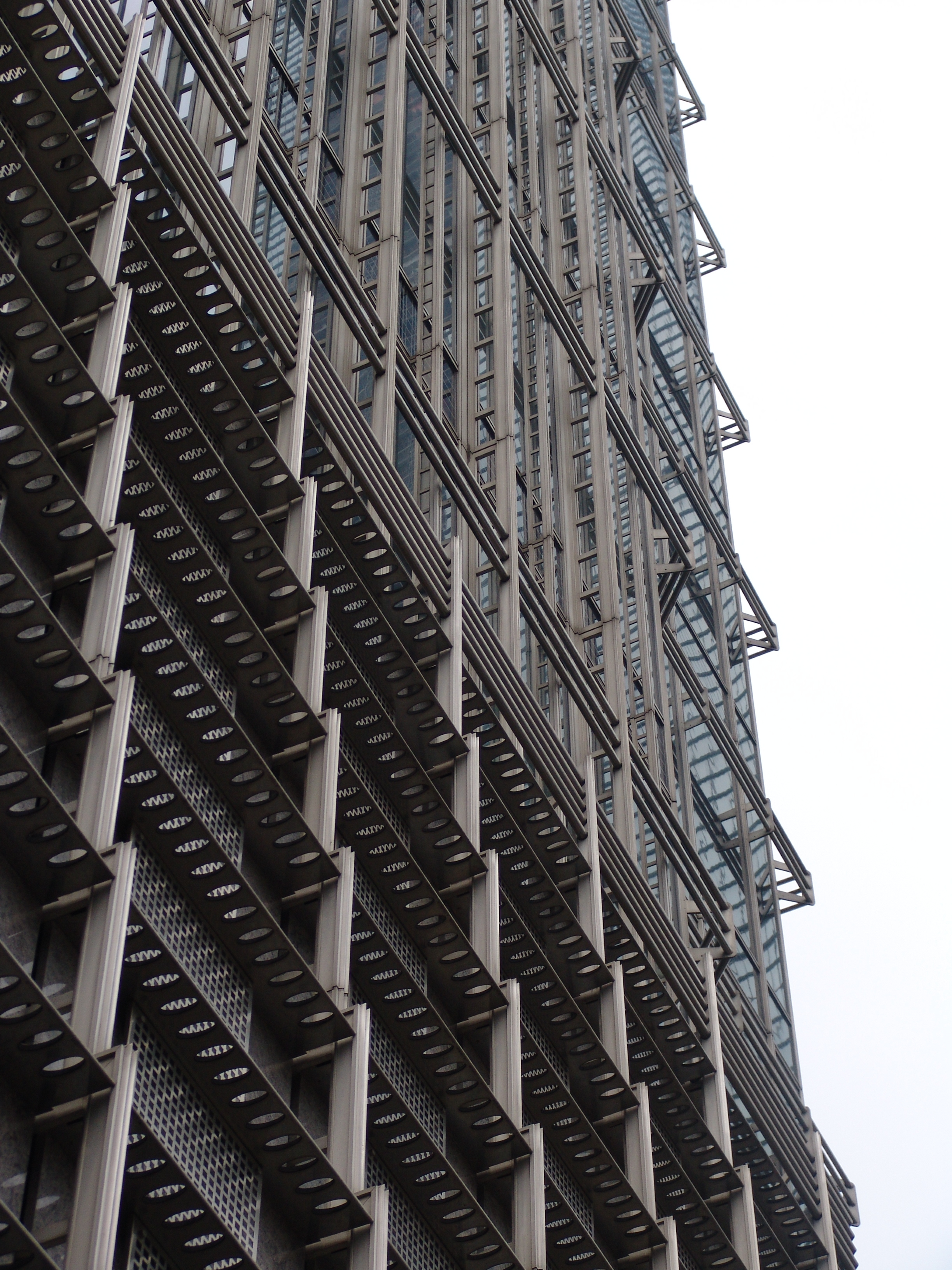
Detail der Fassade
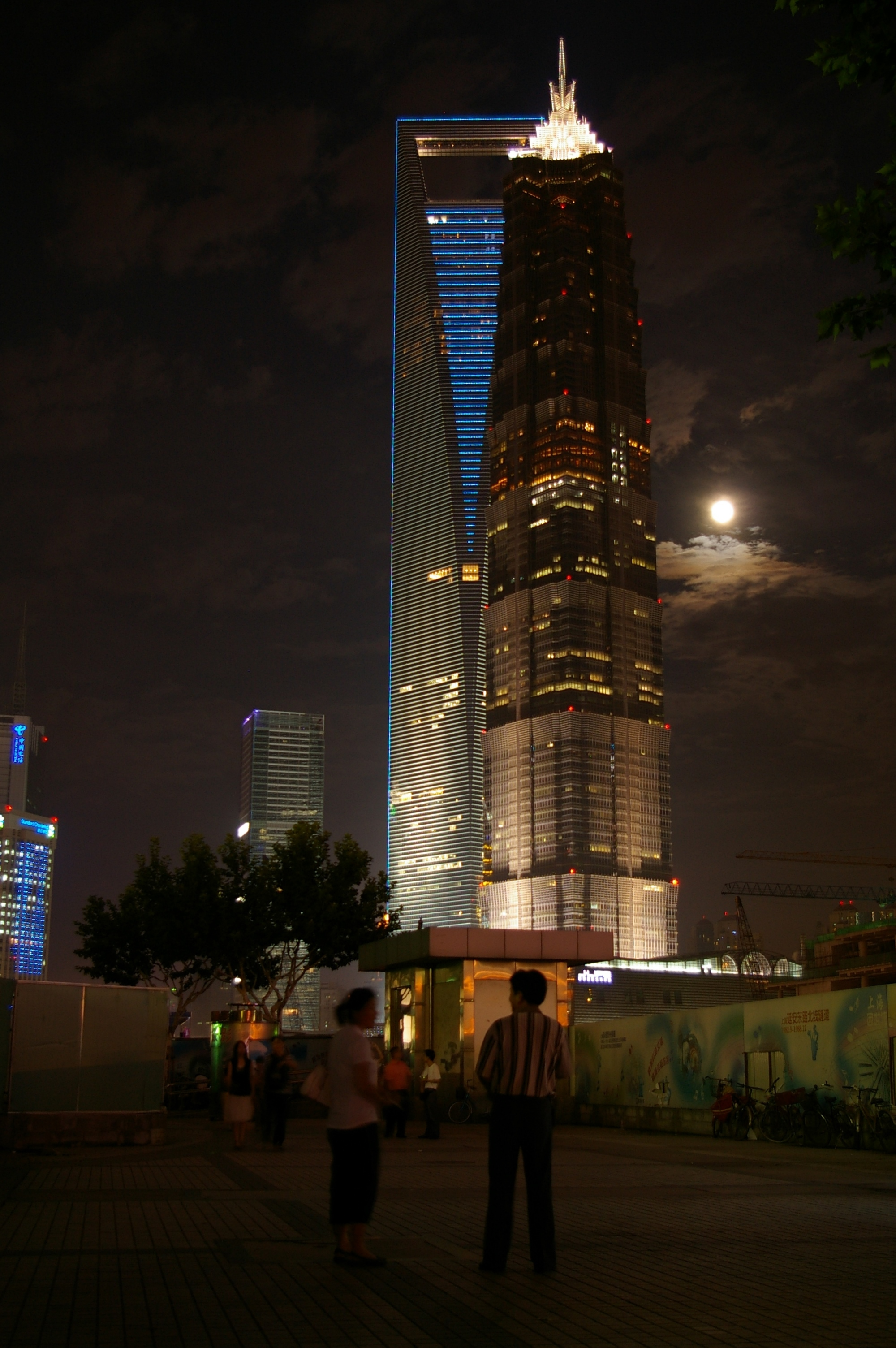
Der Turm bei Nacht mit dem Shanghai World Financial Center dahinter